# Joó Árpád
Joó Árpád (Budapest, 1948. június 8. – Szingapúr, 2014. július 4.) magyar származású amerikai karmester, zongoraművész. A Sefel Records lemezkiadó művészeti vezetője, éveken át a Nyírbátori Zenei Napok mesterkurzusainak vezetője, a Magyar Rádió Szimfonikus Zenekaraának első vendégkarmestere, a Madridi Rádió Szimfonikus Zenekarának igazgató-karnagya volt. Joó Sándor református lelkész fia, Joó Gyula jogász unokája.

## Élete
Édesapja nemes Joó Sándor, a Torockó téri református templom lelkésze volt, közismert zsidómentő a holokauszt idején. Édesanyja Máthé Imola zongoraművész. Hat gyermeküket muzsikussá nevelték.
Édesanyja nagyon fiatalon felfedezte zenei tehetségét. 1953-ban édesapja irányításával kezdte meg zongoratanulmányait. 1954-ben az akkor újonnan létrehozott Marczibányi téri ének-zene tagozatos általános iskola diákja lett. Kilencévesen lépett fel először nyilvánosan a Zeneakadémián.
1958-ban a budapesti Liszt–Bartók-zongoraversenyen, 1962-ben Olaszországban nemzetközi zongoraversenyt nyert. Csodagyerekként, 1964-ben került a budapesti Zeneakadémia zongora–kamarazene szakára, ahol Máté Klára, Kadosa Pál és Kurtág György növendéke, Kodálynak magántanítványa volt, aki Vásáry Tamás mellett neki is ajándékozott pénzt egy jó zongora megvásárlására.
1965-ben a Montreux-i Fesztiválon díjazták. 1967-ben egy ösztöndíj révén kijutott New Yorkba, ahol a Juilliard Schoolban tanulhatott Carlo Zecchinél és Nikita Magaloffnál. 1969-ben a bostoni Liszt-verseny győzteseként ösztöndíjat kapott a blommingtoni Indianai Egyetem opera tanszakára, itt fejezte be tanulmányait. 1972–1977 között a tennessee-i Knoxville zenekarát vezette és többször zongoraversenyek szólistájaként is szerepelt velük. 1976-ban kapta meg az amerikai állampolgárságot. 1977–1983 között Kanadában, a Calgaryi Filharmonikus Zenekar főzeneigazgatója volt.
Élete utolsó szakaszában felhagyott hivatásával, és az őt kamaszkora óta foglalkoztató miszticizmustól vezettetve, családja elől is elhallgatva, egy titkos ázsiai közösségben élt. Nem sokkal halála előtt rátaláltak, s még egyszer találkozott velük.
[…] a tisztes, megbecsülésre méltó középszer képviselője. 